# Sinagoga Rykestraße
La Sinagoga Rykestraße (en alemán: Synagoge Rykestraße) es la sinagoga más grande de Alemania, se encuentra en el barrio de Prenzlauer Berg, en el sector de Pankow de Berlín, la capital de ese país europeo. Johann Hoeniger construyó la sinagoga entre 1903 y 1904. Fue inaugurada el 4 de septiembre de 1904, a tiempo para las fiestas en los alrededores de Rosh Hashaná. La sinagoga se encuentra fuera de la alineación de la calle y se llega por una carretera en el edificio frontal correspondiente.